# Ictinia
Ictinia és un gènere d'ocells rapinyaires de la família dels accipítrids (Accipitridae). Habiten zones forestals, sovint lligades a espais humits com boscos de ribera o manglars d'ambdues amèriques. Són migradors parcials que en hivern fan moviments cap al sud.

## Llistat d'espècies
Segons la Classificació del Congrés Ornitològic Internacional (versió 12.2, juliol 2022) aquest gènere està format per dues espècies:
- Elani del Mississipi (Ictinia mississippiensis).
- Elani plumbi (Ictinia plumbea).